# Estación de Bargas
Bargas es un apeadero ferroviario situado en el municipio español de Bargas, en la provincia de Toledo. Antiguamente estuvo clasificado como una estación y llegó a ser un nudo ferroviario de carácter secundario. En la actualidad las instalaciones no disponen de servicio de viajeros.

## Situación ferroviaria
Las instalaciones se encuentran situadas en el punto kilométrico 62,5 de la línea férrea de ancho ibérico Madrid-Valencia de Alcántara, a 508 metros de altitud sobre el nivel del mar. Históricamente, las instalaciones también constituyeron la cabecera de la línea Bargas-Toledo, hoy en día desmantelada.

## Historia

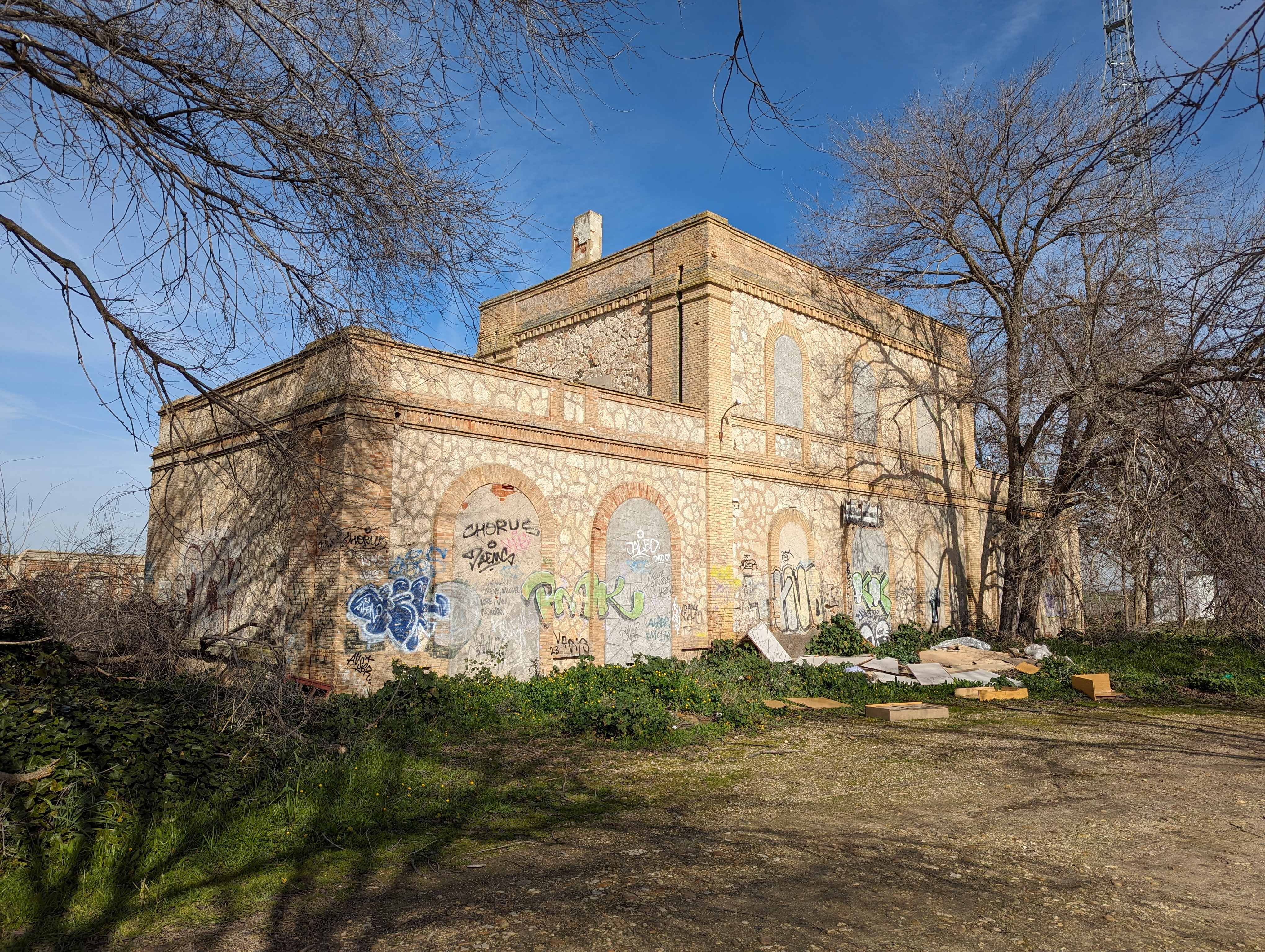
Edificio de viajeros en 2024

La estación entró en servicio en junio de 1876 con la inauguración del tramo Madrid-Torrijos de la línea Madrid-Cáceres que estaba construyendo la Compañía del Ferrocarril del Tajo, la cual pasaría a manos de la Compañía de los Ferrocarriles de Madrid a Cáceres y Portugal en 1880. En aquel momento Bargas era una estación pasante. Los problemas económicos de esta empresa llevarían a la intervención del Estado, que en 1928 asignó la línea Madrid-Cáceres (y todas sus instalaciones) a la recién creada Compañía Nacional de los Ferrocarriles del Oeste. Bajo gestión de la compañía «Oeste» entraría en servicio, en septiembre de 1938, la línea Bargas-Toledo.
En 1941, con la nacionalización de los ferrocarriles de ancho ibérico, las instalaciones se integraron en la red de la recién creada RENFE. Durante estos años la estación disfrutó de la condición de nudo ferroviario, al ser bifurcación de dos líneas férreas. En aquella época las instalaciones disponían de varias vías de servicio, un muelle-almacén de mercancías, etc. Sin embargo, la línea Bargas-Toledo fue cerrada a los servicios ferroviarios en 1947 y se declaró clausurada en 1955, siendo desmantelada. Esto devolvió a las instalaciones a su condición original de estación pasante.
Desde enero de 2005, con la extinción de la antigua RENFE, el ente Adif es el titular de las instalaciones ferroviarias. 